# Ланг, Адам
Адам Ланг (венг. Lang Ádám; род. 17 января 1993, Веспрем) — венгерский футболист, центральный защитник клуба «Дебрецен» и сборной Венгрии. Участник двух чемпионатов Европы (2016 и 2024).

## Карьера
Летом 2010 года Ланг перешёл из молодёжной команды «Веспрема» в основную, в которой выступал 2 года во второй лиге чемпионата Венгрии. С июля 2012 года играл за «Дьёр» уже в первой лиге. Дебютировал 28 июля в матче против «Дебрецена» (1:4), отыграл все 90 минут. Несмотря на поражение, стал с «Дьёром» чемпионом сезона-2012/13.
В начале следующего сезона помог команде выиграть Суперкубок: «Дьёр» со счётом 3:0 победил «Дебрецен». В сезоне-2014/15 впервые сыграл в еврокубке, выйдя на поле в матче второго квалификационного раунда Лиги Европы в игре с «Гётеборгом». Перед сезоном 2015/16 Ланг стал игроком «Видеотона», подписав контракт до середины 2018 года.
Играл за различные юношеские и молодёжную сборные Венгрии. В первой сборной дебютировал 22 мая 2014 года в товарищеском матче против сборной Дании (2:2), сыграл 4 матча в отборочном турнире чемпионата Европы 2016 года.
Вошёл в заявку сборной на финальный турнир чемпионата Европы.

## Достижения
«Дьёр»
- Чемпион Венгрии: 2012/13
- Обладатель Суперкубка Венгрии: 2013

ЧФР Клуж
- Чемпион Румынии: 2018/19
- Обладатель Суперкубка Румынии: 2018

«Омония»
- Чемпион Кипра: 2020/21
- Обладатель Кубка Кипра: 2021/22
- Обладатель Суперкубка Кипра: 2021

1. 1 2  Ádám Lang // Transfermarkt.com (мн.) — 2000.
2. 1 2  Ádám Lang // As (исп.) — Madrid: PRISA, 1967. — ISSN 1888-6671